# Willie "Big Eyes" Smith

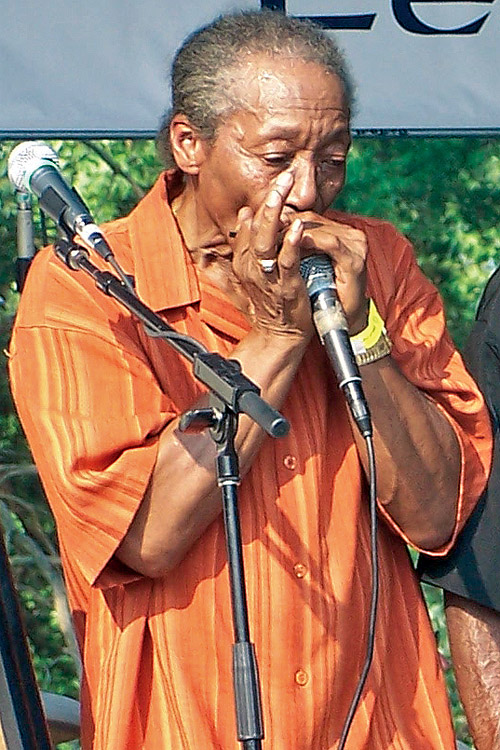
Willie Big Eyes Smith Cantando

Willie "Big Eyes" Smith (Helena, Arkansas; 19 de enero de 1936-Chicago, Illinois; 16 de septiembre de 2011) fue un músico y cantante de blues estadounidense. Como solista, es más conocido como armonicista, aunque también estuvo unos 20 años como batería de la banda de Muddy Waters. 

## Biografía
Smith se unió a la banda de Muddy Water, junto con George "Mojo" Buford, Luther Tucker, Pat Hare, y Otis Spann en 1961, marchándose poco después para trabajar como taxista. A finales de la década, volvió a la formación.
En 1980, Smith y otros miembros de la banda, Pinetop Perkins, Calvin Jones, y Jerry Portnoy, se marcharon para formar The Legendary Blues Band con un veterano del blues de Chicago, Louis Myers, apareciendo en la película The Blues Brothers (1980) como la banda de John Lee Hooker. Posteriormente, The Legendary Blues Band hicieron giras con Bob Dylan, The Rolling Stones, y Eric Clapton. 
Su primer trabajo en solitario fue Bag Full of Blues (1995) con Pinetop Perkins, Kim Wilson, James Wheeler,  Nick Moss, y Gareth Best. En 1999, grabó con el hijo de Muddy Waters, Big Bill Morganfield en su álbum Rising Son. Su álbum Way Back (2006) también incluía a Pinetop Perkins, con James Cotton como músico invitado.
El 13 de febrero de 2011, de nuevo junto con Perkins, ganó un Grammy Award por Joined at the Hip en el apartado Mejor álbum de blues tradicional.